# Gavin James

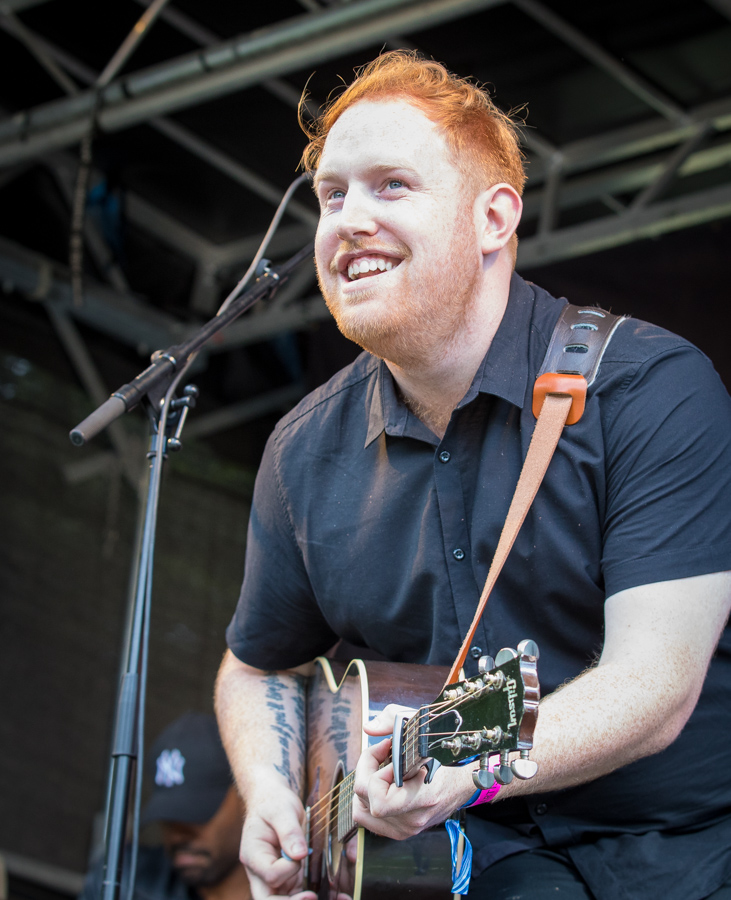
Gavin James (2017)

Gavin James (* 5. Juli 1991 in Dublin) ist ein irischer Popmusiker.

## Karriere
Gavin James stammt aus einer Familie mit langer musikalischer Tradition, seine Urgroßeltern waren beide bekannte irische Opernsänger und seine Schwester ist Sängerin im Dubliner Gospelchor. Mit acht Jahren lernte er Gitarre spielen, als Teenager gehörte er als Sänger einer Rockband an und als er volljährig wurde, begann er mit eigenen Auftritten in den Pubs der irischen Hauptstadt. 2012 veröffentlichte der Sänger mit den Falsetttönen die EP Say Hello. Über das Internet wurde der Titelsong zu einem Hit, der es bis in die irischen Charts schaffte und schließlich beim Choice Music Prize sogar als Irish Song of the Year ausgezeichnet wurde. Nachdem er mit dem Song Remember Me ein zweites Mal in die Charts gekommen war, unterzeichnete er einen Plattenvertrag mit Capitol Records und veröffentlichte 2014 mit Live at Whelans seine erste CD mit einer Aufzeichnung von einem Unplugged-Auftritt. Damit war er nicht nur in Irland erfolgreich, er kam auch in Belgien und den Niederlanden in die Charts. In den USA wurde er zu einem Auftritt in der Fernsehshow Dancing with the Stars eingeladen. Es folgte die Veröffentlichung der EP For You sowie Auftritte im Vorprogramm von Ed Sheeran und Sam Smith bei deren jeweiligen Touren.
Danach ging James ins Studio und nahm die Songs des Livealbums und zwei neue Songs mit Studiotechnik auf. Unter dem Titel Bitter Pill wurde sein erstes Studioalbum Ende 2015 veröffentlicht. In Irland erreichte es die Top 5 und blieb über ein Jahr in den Charts. Es erreichte Platin-Status. Mit dem Titelsong gewann er als erster Ire zum zweiten Mal den Choice-Song-Award und das Album gehörte zu den zehn Nominierten für den Albumpreis. Im Frühjahr 2016 wurde es auch international veröffentlicht, es kam unter anderem auch in Großbritannien und der Schweiz in die offiziellen Charts. In den USA belegte es Platz 21 bei den Folk-Alben. Der Song Nervous war später im Jahr ebenfalls international erfolgreich, insbesondere auch durch den Remix des irischen DJs Mark McCabe, und erreichte unter anderem Platz 5 in Norwegen und Platz 10 in Frankreich sowie mehrere Gold- und Platinauszeichnungen. Ende des Jahres veröffentlichte er eine EP mit Weihnachtsklassikern wie Fairytale of New York.

## Diskografie

### Alben
| Jahr | Titel             | Höchstplatzierung, Gesamtwochen, AuszeichnungChartplatzierungen (Jahr, Titel, Platzierungen, Wochen, Auszeichnungen, Anmerkungen) | Höchstplatzierung, Gesamtwochen, AuszeichnungChartplatzierungen (Jahr, Titel, Platzierungen, Wochen, Auszeichnungen, Anmerkungen) | Höchstplatzierung, Gesamtwochen, AuszeichnungChartplatzierungen (Jahr, Titel, Platzierungen, Wochen, Auszeichnungen, Anmerkungen) | Anmerkungen                               |
| Jahr | Titel             | CH | UK | IE | Anmerkungen                               |
| ---- | ----------------- | --- | --- | --- | ----------------------------------------- |
| 2014 | Live at Whelans   | — | — | IE12 (10 Wo.)IE | Erstveröffentlichung: 28. November 2014   |
| 2015 | Bitter Pill       | CH28 (1 Wo.)CH | UK52 (1 Wo.)UK | IE5 Platin · (149 Wo.)IE | Erstveröffentlichung: 11. März 2015       |
| 2016 | Winter Songs      | — | — | IE50 (3 Wo.)IE | Erstveröffentlichung: 6. Dezember 2016 EP |
| 2018 | Only Ticket Home  | CH31 (1 Wo.)CH | — | IE2 (43 Wo.)IE | Erstveröffentlichung: 26. Oktober 2018    |
| 2020 | Boxes             | — | — | IE1 (3 Wo.)IE | Erstveröffentlichung: 2. Oktober 2020 EP  |
| 2022 | The Sweetest Part | CH47 (1 Wo.)CH | — | IE1 (2 Wo.)IE | Erstveröffentlichung: 22. Juli 2022       |

Weitere EPs
- 2014: Remember Me
- 2015: For You
- 2015: The Book of Love
- 2016: Winter Songs

### Singles
| Jahr | Titel Album                            | Höchstplatzierung, Gesamtwochen, AuszeichnungChartplatzierungen (Jahr, Titel, Album, Platzierungen, Wochen, Auszeichnungen, Anmerkungen) | Höchstplatzierung, Gesamtwochen, AuszeichnungChartplatzierungen (Jahr, Titel, Album, Platzierungen, Wochen, Auszeichnungen, Anmerkungen) | Höchstplatzierung, Gesamtwochen, AuszeichnungChartplatzierungen (Jahr, Titel, Album, Platzierungen, Wochen, Auszeichnungen, Anmerkungen) | Anmerkungen                             |
| Jahr | Titel Album                            | CH | UK | IE | Anmerkungen                             |
| --- | -------------------------------------- | --- | --- | --- | --------------------------------------- |
| 2012 | Say Hello Bitter Pill (Deluxe Version) | — | — | IE31 (5 Wo.)IE |                                         |
| 2013 | Remember Me Bitter Pill                | — | — | IE47 (1 Wo.)IE |                                         |
| 2015 | For You Bitter Pill                    | — | — | IE50 (8 Wo.)IE |                                         |
| 2015 | Bitter Pill                            | — | — | IE49 (5 Wo.)IE |                                         |
| 2016 | Nervous Bitter Pill                    | — | UK79 Silber · (2 Wo.)UK | IE28 Platin · (34 Wo.)IE | Erstveröffentlichung: 8. Januar 2016    |
| 2017 | I Don’t Know Why Bitter Pill           | — | — | IE42 (9 Wo.)IE | Erstveröffentlichung: 14. Juli 2017     |
| 2017 | Hearts on Fire Only Ticket Home        | — | — | IE92 (1 Wo.)IE | Erstveröffentlichung: 27. Oktober 2017  |
| 2018 | Always Only Ticket Home                | CH15 Platin · (29 Wo.)CH | — | IE53 (12 Wo.)IE | Erstveröffentlichung: 13. April 2018    |
| 2018 | Glow Only Ticket Home                  | — | — | IE65 (9 Wo.)IE | Erstveröffentlichung: 7. September 2018 |
| 2020 | Boxes                                  | — | — | IE48 (13 Wo.)IE | Erstveröffentlichung: 15. Mai 2020      |
| Folgende Lieder erschienen nicht als Single, wurden aber durch das Album zum Download und Streaming bereitgestellt und konnten somit eine Platzierung erlangen: |                                        | | | |                                         |
| |                                        | | | |                                         |
| 2016 | Fairytale of New York Winter Songs     | — | — | IE77 (1 Wo.)IE |                                         |

Weitere Singles
- 2015: The Book of Love
- 2015: 22
- 2016: Have Yourself a Merry Little Christmas
- 2017: City of Stars

### Gastbeiträge
| Jahr | Titel Album      | Höchstplatzierung, Gesamtwochen, AuszeichnungChartplatzierungen (Jahr, Titel, Album, Platzierungen, Wochen, Auszeichnungen, Anmerkungen) | Höchstplatzierung, Gesamtwochen, AuszeichnungChartplatzierungen (Jahr, Titel, Album, Platzierungen, Wochen, Auszeichnungen, Anmerkungen) | Höchstplatzierung, Gesamtwochen, AuszeichnungChartplatzierungen (Jahr, Titel, Album, Platzierungen, Wochen, Auszeichnungen, Anmerkungen) | Höchstplatzierung, Gesamtwochen, AuszeichnungChartplatzierungen (Jahr, Titel, Album, Platzierungen, Wochen, Auszeichnungen, Anmerkungen) | Anmerkungen                                                      |
| Jahr | Titel Album      | DE | AT | CH | IE | Anmerkungen                                                      |
| ---- | ---------------- | --- | --- | --- | --- | ---------------------------------------------------------------- |
| 2017 | Tired Faded (EP) | DE66 Gold · (14 Wo.)DE | AT35 Gold · (19 Wo.)AT | CH64 (9 Wo.)CH | IE78 (9 Wo.)IE | Erstveröffentlichung: 19. Mai 2017 Alan Walker feat. Gavin James |

## Auszeichnungen für Musikverkäufe
| Goldene Schallplatte - Australien - 2018: für die Single Tired - Dänemark - 2019: für die Single Nervous - Frankreich - 2017: für die Single Nervous - Italien - 2018: für die Single Tired - 2018: für die Single Nervous - Neuseeland - 2018: für die Single Moments - 2018: für die Single Nervous - Polen - 2018: für die Single Tired - Schweden - 2019: für die Single Always - Spanien - 2024: für die Single City of Stars - 2024: für die Single Nervous | Platin-Schallplatte - Australien - 2021: für die Single Nervous - Frankreich - 2020: für die Single Always - Kanada - 2020: für die Single Tired - Mexiko - 2020: für die Single Tired - Niederlande - 2016: für die Single The Book of Love - 2017: für die Single Nervous - Norwegen - 2025: für das Album Bitter Pill - 2025: für die Single Always - Schweden - 2016: für die Single Nervous | 2× Platin-Schallplatte - Schweden - 2017: für die Single Tired 3× Platin-Schallplatte - Norwegen - 2025: für die Single Nervous - 2025: für die Single Tired 5× Platin-Schallplatte - Australien - 2025: für die Single Moments |

Anmerkung: Auszeichnungen in Ländern aus den Charttabellen bzw. Chartboxen sind in ebendiesen zu finden.
| Land/RegionAuszeichnungen für Musikverkäufe (Land/Region, Auszeichnungen, Verkäufe, Quellen) | Silber  | Gold       | Platin       | Verkäufe | Quellen              |
| -------------------------------------------------------------------------------------------- | ------- | ---------- | ------------ | -------- | -------------------- |
| Australien (ARIA)                                                                            | —       | Gold1      | 6× Platin6   | 455.000  | aria.com.au          |
| Dänemark (IFPI)                                                                              | —       | Gold1      | —            | 45.000   | ifpi.dk              |
| Deutschland (BVMI)                                                                           | —       | Gold1      | —            | 200.000  | musikindustrie.de    |
| Frankreich (SNEP)                                                                            | —       | Gold1      | Platin1      | 266.666  | snepmusique.com      |
| Italien (FIMI)                                                                               | —       | 2× Gold2   | —            | 50.000   | fimi.it              |
| Kanada (MC)                                                                                  | —       | —          | Platin1      | 80.000   | musiccanada.com      |
| Irland (IRMA)                                                                                | —       | —          | 2× Platin2   | 30.000   | Einzelnachweise      |
| Mexiko (AMPROFON)                                                                            | —       | —          | Platin1      | 60.000   | amprofon.com.mx      |
| Neuseeland (RMNZ)                                                                            | —       | 2× Gold2   | —            | 30.000   | radioscope.co.nz     |
| Niederlande (NVPI)                                                                           | —       | —          | 2× Platin2   | 80.000   | nvpi.nl              |
| Norwegen (IFPI)                                                                              | —       | —          | 8× Platin8   | 325.000  | ifpi.no              |
| Österreich (IFPI)                                                                            | —       | Gold1      | —            | 15.000   | ifpi.at              |
| Polen (ZPAV)                                                                                 | —       | Gold1      | —            | 10.000   | olis.pl              |
| Schweden (IFPI)                                                                              | —       | Gold1      | 3× Platin3   | 160.000  | sverigetopplistan.se |
| Schweiz (IFPI)                                                                               | —       | —          | Platin1      | 20.000   | musikwoche.de        |
| Spanien (Promusicae)                                                                         | —       | 2× Gold2   | —            | 60.000   | elportaldemusica.es  |
| Vereinigtes Königreich (BPI)                                                                 | Silber1 | —          | —            | 200.000  | bpi.co.uk            |
| Insgesamt                                                                                    | Silber1 | 13× Gold13 | 25× Platin25 |          |                      |